# Peter La Serpe
Giuseppe (Peter) La Serpe (Rotterdam, 11 oktober 1964), in de Nederlandse pers vaak aangeduid als Peter La S., is een Nederlands crimineel. Hij staat bekend als de kroongetuige in het grote liquidatieproces Passage in de Nederlandse onderwereld.

## Biografie
La Serpe belandt in zijn tienerjaren al in de jeugdgevangenis; toen hij achttien was pleegde hij zijn eerste gewapende overval, en daarna volgden nog twee veroordelingen wegens overvallen. In het begin van de jaren 90 leerde La Serpe Jesse Remmers kennen in het Huis van Bewaring Wolvenplein te Utrecht. La Serpe was destijds voor de derde keer veroordeeld voor betrokkenheid bij gewapende overvallen. Remmers zat voor een overval op een geldloper en het schieten op een agent. Via Remmers kwam La Serpe steeds dieper in de Amsterdamse onderwereld, waar hij dan ook contacten kreeg met onder anderen Sjaak B., Fred R. en Dino Soerel.
La Serpe heeft aan de politie bekend dat hij samen met Remmers op 2 november 2005 Kees Houtman heeft doodgeschoten nabij zijn villa in Osdorp. Ook heeft hij bekend dat hij betrokken is geweest bij het beramen van de moord op George van Dijk en Atilla Önder. Ook heeft hij bekend dat hij van plan was in opdracht van Sjaak B. Thomas van der Bijl te vermoorden. Dit kwam er niet van en La Serpe vertrok naar Spanje. Later is Van der Bijl door anderen geliquideerd.
Steeds banger om zelf doodgeschoten te worden en de angst om te worden gearresteerd besloot hij in 2006 over te lopen naar justitie. Hij sloot een deal, in ruil voor bescherming en een milde strafeis van acht jaar cel in zijn eigen zaak. Hij legde niet alleen verklaringen af over zaken waar hij bij was betrokken maar ook over zaken waar Remmers bij was betrokken. Dit betrof onder andere de in 1993 gepleegde dubbele moord op Henie Shamel en Anne de Witte in Antwerpen. Deze moord zou Remmers hebben gepleegd met Mohammed Rasnabe ('Moppie'), in opdracht van drugsbaron Henk Rommy.
Inmiddels wordt ook sterk getwijfeld aan de verklaringen van La Serpe. Zo heeft hij veel van de zaken waarvan hij zegt weet te hebben van Jesse Remmers gehoord.
Sinds februari 2009 dient voor de extra beveiligde rechtbank in Osdorp het grote liquidatieproces met de codenaam Passage, waar La Serpe getuigt tegen de verdachten: Jesse Remmers, Dino Soerel, Ali A., Fred R., Sjaak B., Siegfried S., Pinny S., Nanpaul de B., Freek S. en Raymond V. Deze laatste werd ontslagen van rechtsvervolging omdat hij leed aan een progressieve spierziekte die een langzame maar zekere dood ten gevolge heeft. De uitspraak van het grootste onderwereldproces ooit in de Nederlandse geschiedenis vond plaats op 29 januari 2013. La Serpe werd tot 8 jaar gevangenisstraf veroordeeld.
Tijdens het liquidatieproces zijn drie anonieme bedreigde getuigen met de codenaam F1, F3 en NN1-Hollowpoint gehoord en daarnaast twee getuigen onder naam, te weten de in december 2011 overleden Rob de Wit en de Brabantse xtc-producent/handelaar Peter 'Peerke' S., die allen beweren dat kroongetuige Peter La Serpe een tweede levensdelict heeft gepleegd. Slachtoffer zou zijn de hasjhandelaar Gerrie Bethlehem, die in 2002 is vermoord. Het lichaam van Gerrie Bethlehem werd gevonden in het Amsterdam-Rijnkanaal, tussen Loenen en Nigtevecht, bij hectometer-paal 18.

## Trivia
Zijn bijnaam in het criminele milieu is 'Vieze Peter' of 'Viestand', vanwege de slechte staat van zijn gebit.